# Bocșa
Bocșa (en húngaro: Boksánbánya) es una ciudad con estatus de oraș de Rumania en el distrito de Caraș-Severin.

## Geografía
Se encuentra a una altitud de 159 m s. n. m. a 518 km de la capital, Bucarest.

## Demografía
Según estimación 2012 contaba con una población de 17 462 habitantes.
| 1948 | 1956 | 1966   | 1977   | 1992   | 2002   | 2012   |
| s/d  | s/d  | 16 015 | 20 731 | 19 152 | 16 911 | 17 462 |